# Adramelch
Adramelch est un groupe italien de power metal, originaire de Milan, actif entre 1986 et 2015.

## Histoire
Le groupe est formé en 1986 par le batteur Gianluca Corona, le bassiste Franco Avalli et le guitariste Lorenzo Marconi. Un peu plus tard, le chanteur Vittorio Ballerio rejoint la formation. Au début, ils ne jouent que des reprises de Queensrÿche, Iron Maiden et Black Sabbath, jusqu'à ce qu'ils décident finalement de développer leurs propres chansons. En septembre, le line-up change beaucoup: Corona passe de la batterie à la guitare électrique et Luca Moretti rejoint le groupe en tant que nouveau batteur. Le guitariste Marconi quitte le groupe et est remplacé par Sandro Fremiot. Le groupe passe les six mois suivants à développer de nouvelles chansons et à les répéter. Le groupe se rend ensuite au studio Hammill de Milan pour enregistrer sa première démo, Irae Melanox. Cela attire l'attention de LM Records, ce qui permet au groupe de figurer sur la compilation Heavy Rendezvous avec Creepin' Death, Moon of Steel et Drunkards. En outre, le groupe multiplie les concerts dans les environs de Milan. Le groupe signe ensuite un contrat avec Metal Master Records et enregistre l'album Irae Melanox en juin 1988. Après la sortie du disque la même année, le bassiste Franco Avalli et le batteur Luca Moretti quittent le groupe pour effectuer leur service militaire. Le groupe fait donc une pause, ce qui permet aux membres restants de se consacrer à d'autres projets.
En juillet 2003, le guitariste Gianluca Corona, le bassiste Franco Avalli et le chanteur Vittorio Ballerio se sont retrouvés pour travailler sur un deuxième album. Au lieu d'un deuxième guitariste, le groupe comptait désormais le claviériste Davide Doviti. Sigfrido Percich rejoint la formation en tant que nouveau batteur et Andrea Volontè en tant que nouveau guitariste. En juillet 2004, le groupe se produit au Headbangers Open Air de Hambourg. À la fin de l'été, le bassiste Avalli quitte le groupe, suivi peu de temps après par Andrea Volontè. En septembre 2004, Fabio Troiani rejoint le groupe en tant que nouveau guitariste, suivi quelques semaines plus tard par le bassiste Maurizio Lietti. En janvier 2005, le groupe signe un contrat avec Underground Symphony. L'album suivant, Broken History, est enregistré et mixé par Luigi Stefanini au New Sin Studio de Loria en février 2005 et sort en septembre,,,. En 2005, le groupe donne quelques concerts, comme lors du Keep It True allemand ou du Metal Legions Attack à Vicence, en Italie. Pendant ce temps, le groupe travaille également sur de nouvelles chansons. En janvier 2006, d'autres concerts sont donnés à Wurtzbourg et Kaiserslautern. Le groupe y joue également quelques nouvelles chansons. En mars, ils donnent un concert à Milan.
Au cours des deux années suivantes, le groupe se concentre principalement sur la production de nouvelles chansons, en plus de quelques concerts comme le Bang Your Head allemand en 2007, l'Up the Hammers Festival à Athènes et le Play It Loud. En juin 2009, la pré-production des nouvelles chansons est achevée et le groupe enregistre son nouvel album Lights from Oblivion en mars 2010. L'enregistrement et le mixage audio sont terminés en octobre. Le même mois, une réédition de Irae Melanox est également sortie.
En été 2011, le bassiste Maurizio « Mau » Lietti quitte le groupe pour des raisons professionnelles et est remplacé par Sarmax en novembre 2011. En février 2012, le groupe signe un contrat avec Pure Prog Records pour sortir l'album Lights from Oblivion le 27 avril 2012, accompagné de son clip. Le jour de la sortie, le groupe se produit à la 15e édition du Keep It True. 
Plus tard en 2015, le groupe sort son tout dernier album Opus, avant de se séparer la même année.

## Style musical
Le groupe joue du power metal progressif, sa musique étant comparable aux premières œuvres de Fates Warning. 

## Discographie
- 1987 : Irae Melanox (démo)
- 1988 : Irae Melanox (album, Metal Master Records)
- 2005 : Broken History (démo)
- 2005 : Broken History (album, Underground Symphony)
- 2012 : Lights from Oblivion (album, Pure Prog Records)
- 2015 : Opus (album, Pure Prog Records)